# Fernando de Mello Vianna
Pour les articles homonymes, voir Mello (homonymie) et Vianna.
Fernando de Mello Vianna (15 mars 1878 - 1er février 1954)  est un homme d'État brésilien d'origine mulâtre.

## Biographie
Il est président de l’État de Minas Gerais entre 1924 et 1928 puis vice-président de la République de 1926 à 1930 sous la présidence de Washington Luís Pereira de Sousa.